# سوهه‌موس
سوهه‌موس (ارمنی: Սոհեմոս) و گایوس ژولیوس سوهه‌موس (به لاتین: Gaius Julius Sohaemus)، پادشاه رومی ارمنستان بود.

## زندگی
سوهه‌موس یک فرد سرشناس در امپراتوری روم در سده دوم میلادی و از دودمان اروندی از کوماژن و دودمان اِمیس سوریه بود. رمان‌نویس قرن دوم، لامبلیکوس که معاصر اوست، ادعا می‌کند سوهه‌موس هموطن او است. لامبلیکوس می‌گوید که سوهه‌موس در اصل از نوادگان اشکانیان و هخامنشیان بود و نسب مادری‌اش به شاهدختی مادی به نام یوتاب می‌رسید که نامزد شاهزاده بطلمیوسی به نام الکساندر هلیوس بود. در مورد دوران کودکی و زندگی سوهه‌موس پیش از پادشاهی ارمنستان اطلاعات کمی وجود دارد. او، پیش از شاه شدن، یک سناتور رومی بوده و در تاریخ نامعلومی به عنوان کنسول در رم خدمت کرده بود.
در ۱۴۴ میلادی، آنتونیوس پیوس، پس از سرنگونی بلاش سوم، سوهه‌موس را به فرمانروایی ارمنستان منصوب کرد. به مناسبت نخستین صعود وی به تخت ارمنستان، سکه‌هایی مسی با تصاویری از سوهه‌موس و آنتونیوس پیوس در رم با کتیبه «فرمانروایی سرزمین ارمن، اعطا شده از سوی سنا» ضرب شد. سوهه‌موس هم دوره چند تن از امپراتوران رومی بود؛ از جمله: آنتونیوس پیوس، مارکوس آئورلیوس، لوسیوس وروس، کومودوس و امپراتوران سلسله نروا-آنتونین. در دوره نخست سلطنت، وی از سال ۱۴۴ تا ۱۶۱ حکومت کرد. در مورد اولین سلطنت او اطلاعات زیادی در دست نیست. رمان‌نویس لامبلیکوس که در زمان حکومت خود در ارمنستان زندگی می‌کرد، سلطنت خود را «جانشینی با اجداد خود» توصیف می‌کند. این جمله همچنین می‌تواند به جد سابق وی سوهه‌موس اِمِسا که در قرن نخست میلادی زندگی می‌کرد نیز اشاره داشته باشد.
در سال ۱۶۱ بلاش چهارم اشکانی، فرزند مهرداد سوم اشکانی، نیروهای خود را برای تصرف ارمنستان اعزام کرد و لژیونهای رومی مستقر در این کشور را تحت حکومت مارکوس سداتیوس سیورینوس تارومار کرد. نیروهای پارتی به تشویق فرمانده‌شان (سپهبد خسرو)، به سوی غرب یعنی سوریه رومی لشگرکشی کردند. پس از تصرف ارمنستان توسط پارتیان، سوهه‌موس به رم برگشت و در آنجا زندگی کرد و در آنجا سناتور شد. سوهه‌موس در رم به خوبی شناخته شده بود و در برخی از محله‌ها شایعاتی مبنی بر اینکه وی مرد درستی نیست پخش می‌شد.
این رویدادها جنگی تازه میان اشکانیان و رومی‌ها را برانگیخت و صلح با شرایط رومی برقرار شد و سوهه‌موس به عنوان پادشاه ارمنستان توسط لوسیوس وروس در سال ۱۶۳ یا ۱۶۴ منصوب شد. مراسم تاجگذاری سوهه‌موس برای شاهی ارمنستان، ممکن است در انطاکیه یا اِفِسوس انجام شده باشد. این جنگ برای رم بسیار گران تمام شد، زیرا ارتش پیروزمند با آن از سرزمین‌های شرقی طاعونی را به همراه آورد که خیلی سریع در سراسر امپراطوری پخش شد. امپراتور مارکوس اورلیوس سعی کرد که ارمنستان به عنوان یکی از استان رم دربیاورد، اما ارمنیان به رهبری شخصی به نام تیرداد قیام کرده و مانع انجام نقشه‌های روم شدند. در سال ۱۶۴ میلادی، سکه‌هایی به زبان لاتینی در ارمنستان با کتیبه L. L. Verus ضرب شدند.
زمان سلطنت دوم وی مشخص نیست. سوهه‌موس از ۱۶۳ شاید تا ۱۸۶ پادشاهی کرد. ارمنیان زیر نظر مستقیم سوهه‌موس، کار ساخت و ساز شهر جدید واغارشاپات را ادامه داده، یک ارگ، استحکامات دفاعی، یک مجموعه کاخ و چندین معبد مشرک در این شهر ساختند. زمانی در زمان سلطنت خود، سوهه‌موس توسط افرادی که علیه او قیام کرده بودند، اخراج شد و دولت پارت هم از راضی به این امر بود. سوهه‌موس عزل شد، زیرا مردی به نام تیرداد در ارمنستان مشکلی ایجاد کرد که شاه اوسروئن (خسرون) را به قتل رسانده و شمشیر خود را در مواجهه با پوبلیوس مارتیوس وروس، فرماندار کاپادوکیه هنگام سرکشی برای او برانگیخته است. تنها مجازات تیرداد در مقابل اینهمه جنایاتی که کرد این بود که توسط مارکوس آئورلیوس به بریتانیای روم تبعید شود.
در نتیجه اخراج دوم سوهه‌موس از ارمنستان؛ نیروهای رومی با سربازان اشکانی به جنگ رفتند. دولت پارت، بخش عمده ای از سرزمین‌های جدا شده خود را در سال ۱۶۶ پس گرفت، زیرا سوهه‌موس پس از عزل شدن، به سوریه بازگشت. پس از اینکه مارکوس آئورلیوس، لوسیوس وروس و شاهان اشکانی وارد این جنگ شدند، پسر بلاش چهارم اشکانی، بلاش پنجم در سال ۱۸۶ میلادی به فرمانروایی ارمنستان منصوب شد.

## پیوند
- سکه لوسیوس وروس و سوهه‌موس در acsearch.info موتور جستجوی سکه باستانی